# سوپر ماریو ۳دی لند
سوپر ماریو ۳دی لند (به ژاپنی: スーパーマリオ3Dランド Sūpā Mario Surī Dī Rando) یک بازی ویدئویی در سبک سکوبازی از سری بازی‌های سوپر ماریو که توسط شرکت نینتندو در نوامبر ۲۰۱۱ برای کنسول بازی دستی نینتندو ۳دی‌اس منتشر شده‌است. ادامه‌ای برای این نسخه با عنوان سوپر ماریو ۳دی ورلد در سال ۲۰۱۳ برای کنسول وی یو منتشر شد.